# Reprezentacja Tajlandii w unihokeju mężczyzn
Reprezentacja Tajlandii w unihokeju mężczyzn – drużyna reprezentująca Tajlandii w rozgrywkach międzynarodowych w unihokeju mężczyzn.

## Udział w imprezach międzynarodowych

### Mistrzostwach Świata
| Rok     | M                 | Z                 | R                 | P                 | Suma              | +/-               | Miejsce           |
| ------- | ----------------- | ----------------- | ----------------- | ----------------- | ----------------- | ----------------- | ----------------- |
| MŚ 1996 | nie brali udziału | nie brali udziału | nie brali udziału | nie brali udziału | nie brali udziału | nie brali udziału | nie brali udziału |
| MŚ 1998 | nie brali udziału | nie brali udziału | nie brali udziału | nie brali udziału | nie brali udziału | nie brali udziału | nie brali udziału |
| MŚ 2000 | nie brali udziału | nie brali udziału | nie brali udziału | nie brali udziału | nie brali udziału | nie brali udziału | nie brali udziału |
| MŚ 2002 | nie brali udziału | nie brali udziału | nie brali udziału | nie brali udziału | nie brali udziału | nie brali udziału | nie brali udziału |
| MŚ 2004 | nie brali udziału | nie brali udziału | nie brali udziału | nie brali udziału | nie brali udziału | nie brali udziału | nie brali udziału |
| MŚ 2006 | nie brali udziału | nie brali udziału | nie brali udziału | nie brali udziału | nie brali udziału | nie brali udziału | nie brali udziału |
| MŚ 2008 | nie brali udziału | nie brali udziału | nie brali udziału | nie brali udziału | nie brali udziału | nie brali udziału | nie brali udziału |
| MŚ 2010 | nie brali udziału | nie brali udziału | nie brali udziału | nie brali udziału | nie brali udziału | nie brali udziału | nie brali udziału |
| MŚ 2012 | nie brali udziału | nie brali udziału | nie brali udziału | nie brali udziału | nie brali udziału | nie brali udziału | nie brali udziału |
| MŚ 2014 | nie brali udziału | nie brali udziału | nie brali udziału | nie brali udziału | nie brali udziału | nie brali udziału | nie brali udziału |
| MŚ 2016 | 5                 | 2                 | 0                 | 3                 | 24:20             | +4                | 14. miejsce       |
| MŚ 2018 | 5                 | 2                 | 0                 | 3                 | 14:41             | -27               | 14. miejsce       |
| MŚ 2020 | 5                 | 3                 | 0                 | 2                 | 37:40             | -3                | 13. miejsce       |
| MŚ 2022 | 5                 | 2                 | 0                 | 3                 | 34:44             | -10               | 14. miejsce       |
| Razem   | 20                | 9                 | 0                 | 11                | 109:145           | -36               |                   |

### Kwalifikacje do MŚ
| Rok  | M | Z | R | P | Suma  | +/- | Miejsce |
| ---- | - | - | - | - | ----- | --- | ------- |
| 2016 | 5 | 3 | 1 | 1 | 35:20 | +15 | 3/7     |
| 2018 | 5 | 4 | 0 | 1 | 71:8  | +63 | 3/8     |
| 2020 |   |   |   |   |       |     | awans   |
| 2022 | 4 | 4 | 0 | 0 | 36:8  | +28 | 1/8     |